# Alexander Jakowlewitsch Parchomenko
Alexander Jakowlewitsch Parchomenko (russisch Александр Яковлевич Пархоменко; ukrainisch Олександр Якович Пархоменко Oleksandr Jakowytsch Parchomenko; geboren am 12.jul. / 24. Dezember 1886greg. in Makariw Jar, Gouvernement Jekaterinoslaw, Russisches Kaiserreich; gestorben am 3. Januar 1921 in Busiwka, Ukrainische Sozialistische Sowjetrepublik) war ein russischer bzw. ukrainischer Revolutionär und Kommandeur innerhalb der Roten Armee.

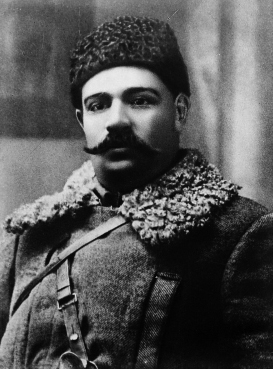
Alexander Parchomenko (undatierte Aufnahme)

## Leben
Parchomenko entstammte einer armen Bauernfamilie und arbeitete ab dem Jahr 1900 in Luhansk in einem Lokomotivwerk. Er trat 1904 der Sozialdemokratischen Arbeiterpartei Russlands (Bolschewiki) bei und nahm an der Revolution von 1905 als Organisator eines Kampftrupps in seinem Geburtsort teil. Im Jahr 1916 wurde er aufgrund der Teilnahme an einem politischen Streik in der Luhansker Munitionsfabrik zum Armeedienst zwangsverpflichtet.
Während der Februarrevolution 1917 beteiligte sich Parchomenko am Sturm auf eine Polizeistation und ein Telegrafenamt in Moskau. Danach kehrte er nach Luhansk zurück und war dort beim Aufbau der Roten Garde aktiv. Er nahm an Kämpfen im Donbass, an der Abwehr der Erhebung unter Alexei Kaledin und Gefechten mit den Truppen der Zentralna Rada teil. Ab März 1918 war Parchomenko Stabschef in Luhansk und unterstand dabei Kliment Woroschilow. Im Juni desselben Jahres marschierte er mit seinen Truppen durch feindliches Gebiet nach Zarizyn. Im Oktober 1918 übernahm er das Amt des Sonderkommissars des Revolutionären Kriegsrates (RWS) der 10. Armee. Seit Januar 1919 war er dem Militärbezirk Charkiw zugeteilt und hatte dort ab März den Posten des Versorgungskommissars inne. Parchomenko beteiligte sich am Kampf gegen die Truppen Matwij Hryhorjews und an der Einnahme von Jekaterinoslaw. Anschließend leitete er die Charkiwer Festungszone, die im Zusammenhang mit dem Kampf gegen die Streitkräfte Südrusslands gebildet wurde. Im Herbst 1919 gehörte er zu den Organisatoren der Ersten Kavalleriearmee und war dort ab Dezember besagten Jahres Sonderkommissar des RWS. Ab April 1920 kommandierte Parchomenko die 14. Kavalleriedivision, die an die Westfront verlegt wurde und der als erster der Durchbruch durch die polnischen Linien gelang. Im Jahr 1920 nahm er außerdem in der Ukrainischen SSR an Kämpfen gegen die Truppen Pjotr Wrangels teil.
Parchomenko starb während der Verteidigung seines Divisionshauptquartiers gegen Truppen der Machnowschtschina.

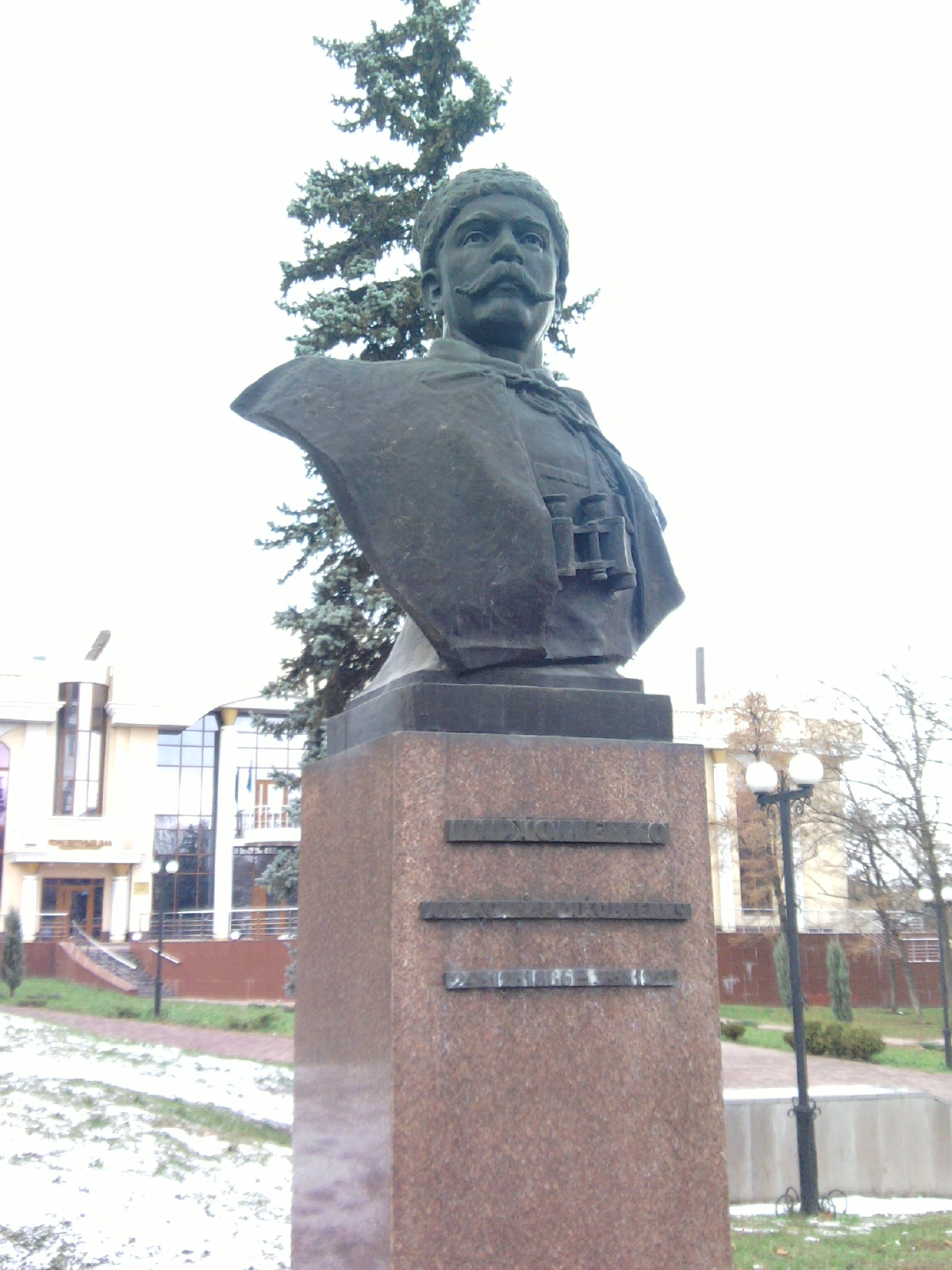
Denkmal Parchomenkos in Luhansk (2011)

## Würdigungen
Parchomenko erhielt 1919 und 1920 den Rotbannerorden.
Wsewolod Iwanow veröffentlichte 1939 den Roman Alexander Parchomenko über ihn.
1942 wurde Leonid Lukows biografischer Film Александр Пархоменко (Alexander Parchomenko) uraufgeführt, in dem er von Alexander Chwylja dargestellt wurde.
Parchomenkos Geburtsort trug bis 2016 seinen Namen. Außerdem sind ihm mehrere Denkmale gewidmet.